# Massimo Di Donato
Massimo Di Donato (Sicignano degli Alburni, 12 gennaio 1874 – Roma, 9 luglio 1943) è stato un magistrato e politico italiano.

## Biografia
Fu componente del Consiglio di Stato, divenendone presidente di sezione il 18 dicembre 1936.